# Дома 1060 км
Дома 1060 км — населенный пункт в Можгинском районе Удмуртской республики.

## География
Находится в южной части Удмуртии на расстоянии приблизительно 25 км на северо-восток по прямой от районного центра города Можга у железнодорожной линии Казань-Агрыз.

## История
Известен с 1935 года как Казарма 1060 км. С 1980 года настоящее название. До 2021 года входил в состав Мельниковского сельского поселения. Ныне имеет дачный характер.

## Население
Постоянное население составляло: 5 человек в 2002 году (русские 60 %), 0 в 2012.